# دوسان میجیک
دوسان میجیک (انگلیسی: Dušan Mijić؛ زادهٔ ۲۳ ژانویهٔ ۱۹۶۵) بازیکن سابق فوتبال و مربی و مدیر اهل صربستان است.
وی همچنین در تیم ملی فوتبال زیر ۱۸ سال یوگسلاوی بازی کرده‌است.